# 彼女が死んじゃった。
『彼女が死んじゃった。』（かのじょがしんじゃった。）は『ビジネスジャンプ』（集英社）連載の一色伸幸原作・おかざき真里作画の漫画作品、およびそれを原作としたテレビドラマである。同誌に2000年11号から2001年1号まで連載し、コミックス2巻まで発売されたが、おかざき真里の産休、育休のために連載中断。TVドラマ化（後述#ドラマ版）を機会に再掲および連載再開がされたが、未完の状態で連載中断となっている。

## ストーリー
安西ハジメは、子供番組の体操のおにーさんとして人気を博していたが、いまや落ちぶれて、場末のショーパブで踊っていた。他の出演者と行こうとしたラブホテルの待合室で、同じく部屋が空くのを待っていた石井ゆかりと意気投合。2人で互いの相手を放り出して、ハジメのアパートへ行き、一夜を共にする。
数日後、ハジメのアパートをゆかりの自称婚約者の吉川良夫、ゆかりの妹の石井玲子の2人が訪れる。2人はゆかりが自殺したことを告げ、自殺の理由を調べていたのだ。ハジメの元へ来たのは、ハジメがゆかりの遺品である携帯電話に登録されている最初の人物であったためであった。
3人は、残された携帯電話に登録された情報を頼りに、生前にゆかりと接触していた人を探し出して、自殺の理由、ゆかりの人となりを聞き出す旅をはじめる。

## 単行本
集英社ヤングジャンプコミックスより刊行。連載中断のため未完。また連載分でコミックス化されていない話もある。
1. 2000年10月 ISBN 4-08-876074-3
2. 2001年10月 ISBN 4-08-876221-5

## テレビドラマ
2004年1月17日から3月13日に日本テレビ系で放送された。初回のみ15分拡大。最高視聴率14.0%（初回）。平均視聴率7.0%。

### 出演者
- 安西ハジメ（あんざいはじめ）：長瀬智也
- 石井玲子（いしいれいこ）：深田恭子 - 石井ゆかりの妹
- 吉川良夫（よしかわよしお）：香川照之 - 石井ゆかりの自称婚約者。ハジメからの愛称は「豆知識さん」。
- ゆかりの携帯電話に登録されていた人々
  - 伊藤サチ（いとうさち）：本上まなみ - ゆかりの元同僚
  - 伊吹ももえ（いぶきももえ）：陣内孝則 - ゆかりの親友。ゲイバーで働く
  - 高丸守（たかまるまもる）：柳沢慎吾 - ゆかりの家に押し入った泥棒。収監中。
  - 南香織里：高岡早紀 - 専業主婦。ゆかりを殺したと自首してくるが…
  - 井上善吉：石倉三郎 - ゆかりが自転車を購入した自転車店の店主
  - 梁鳳英：チューヤン - ゆかりのサイクリング友達
  - 松ノ木与一：小山慶一郎 - ゆかりに思いを寄せていたコンビニ店員
  - 渡部護：岡田浩暉 - 「みちくさ」というフォークバンドのリーダー
  - 歌川繭：遠藤久美子 - 手作りアクセサリーを販売している
  - 入江ミカ：戸田恵子 - ゆかりが弟子入りを志願した照明プランナー
  - 乾八千代：赤坂七恵 - 熱海のダンサー
  - 糸山通：相島一之　
  - 宇治達也：パパイヤ鈴木 - ゆかりが常連だった美容院の店長
- 蒲田資雄：西村雅彦 - 安西ハジメが住み込みで管理している大型クルーザーの持ち主
- 桜：いしのようこ - 蒲田の愛人
- 石井ゆかり：木村佳乃（少女時代：夏帆）

### スタッフ
- 原作：一色伸幸・おかざき真里
- 演出：佐藤東弥・吉野洋・猪股隆一・南雲聖一
- 脚本：一色伸幸
- 音楽：Choro Club feat. Senoo
- 主題歌：TOKIO「トランジスタGガール」(ユニバーサルミュージック)
- 挿入歌：THE HIGH-LOWS 「日曜日よりの使者」 - 安西ハジメと石井ゆかりが出会った際の曲（歌詞全体は思い出せずに鼻歌で歌っているが、サビの部分だけ2人で歌えることで意気投合するきっかけになっている。）として使用される。原作ではボビー・マクファーリンの「Don't Worry, Be Happy」が使用されている。
- プロデューサー：田中芳樹
- チーフプロデューサー：梅原幹
- ロケ地：神奈川県の湘南など

### サブタイトル
| 各話                                            | 放送日        | サブタイトル            | 視聴率 |
| ----------------------------------------------- | ------------- | ----------------------- | ------ |
| 第1話                                           | 2004年1月17日 | イイネ!湘南             | 14.0%  |
| 第2話                                           | 2004年1月24日 | 甘いキスの効きめ        | 5.6%   |
| 第3話                                           | 2004年1月31日 | きっとまた会える        | 7.4%   |
| 第4話                                           | 2004年2月7日  | 裏切りの初キス!         | 6.5%   |
| 第5話                                           | 2004年2月14日 | 特別な時間の二人        | 6.1%   |
| 第6話                                           | 2004年2月21日 | 永遠という名の光        | 6.2%   |
| 第7話                                           | 2004年2月28日 | 姉へのジェラシー        | 6.2%   |
| 第8話                                           | 2004年3月6日  | 届かない愛と夢          | 4.5%   |
| 最終話                                          | 2004年3月13日 | 俺のトランジスタGガール | 6.2%   |
| 平均視聴率 7.2%（ビデオリサーチ調べ・関東地区） |               |                         |        |

### 関連商品
- 彼女が死んじゃった。DVD-BOX （2004年6月23日発売）
- 小説
  - アーティストハウスパブリッシャーズより
  - 佐野晶著。ドラマ版のノベライズ。
  - 2004年3月 ISBN 4-04-898161-7